# Vijalpor
Vijalpor là một thành phố và khu đô thị của quận Navsari thuộc bang Gujarat, Ấn Độ.

## Nhân khẩu
Theo điều tra dân số năm 2001 của Ấn Độ, Vijalpor có dân số 53.912 người. Phái nam chiếm 54% tổng số dân và phái nữ chiếm 46%. Vijalpor có tỷ lệ 73% biết đọc biết viết, cao hơn tỷ lệ trung bình toàn quốc là 59,5%: tỷ lệ cho phái nam là 79%, và tỷ lệ cho phái nữ là 66%. Tại Vijalpor, 13% dân số nhỏ hơn 6 tuổi.